# Robert Bakker
Pour les articles homonymes, voir Bakker.
Robert Thomas Bakker (1945-) est un paléontologue américain spécialiste des dinosaures. 

## Biographie
Il marque la paléontologie dès son premier article, paru en 1975 et intitulé Dinosaur Renaissance. Ses études portent sur l'éthologie des dinosaures. Il est le premier à montrer un instinct maternel chez ces animaux grâce à ses travaux sur l'Allosaurus. Dès 1968, il appuie également la théorie selon laquelle les dinosaures sont homéothermes et celle des équilibres ponctués pour ces espèces.
Populaire, s'habillant dans un style cowboy, il vulgarise la paléontologie auprès du public américain. Le « Dr Robert Burke » du film Le Monde perdu : Jurassic Park de Steven Spielberg est une caricature de Bakker. Bakker est aussi un prédicateur pentecôtiste partisan d'une théorie théiste de l'évolution.
Il étudie à l'université Yale sous la conduite de John Ostrom, puis obtient son doctorat à l'université Harvard. Il enseigne l'anatomie à l'université Johns-Hopkins. La majeure partie des fouilles qu'il effectue ont lieu dans le Wyoming et plus particulièrement à Como Bluff. Il fouille cependant aussi sur d'autres continents, de la Mongolie à l'Afrique du Sud.